# Пассеріна

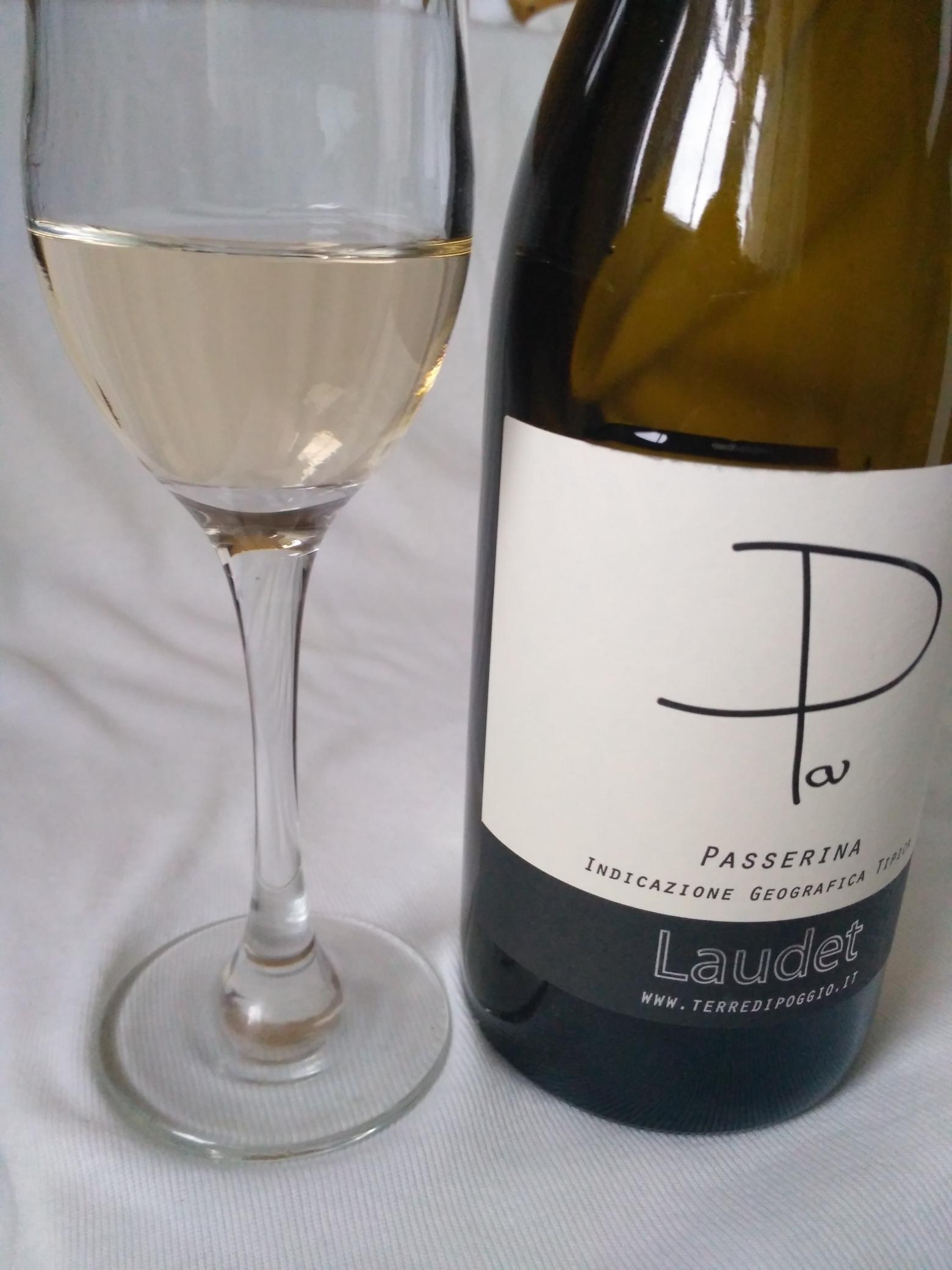
Вино з винограду Пассеріна

Пассеріна (італ. Passerina) — технічний сорт білого винограду з італійського регіону Марке. Його назва походить від слова «італ. passero» — горобець, оскільки ці птахи полюбляють його ягоди.

## Розповсюдження
Сорт вирощують здебільшого на півдні регіону Марке. Площа виноградників складає приблизно 900 гектарів. Невеликі площі виноградників є у регіонах Абруццо та Умбрія.

## Характеристики сорту
Пізньостиглий, високоврожайний сорт. Лист середнього розміру, п'ятилопатевий; гроно нещільне, конічно-пірамідальне; ягоди малого або середнього розміру сферичні, мають товсту шкірку та вкриті шаром кутину.

## Характеристики вина
З Пассеріна виробляють сухі або ігристі вина, моносортові або купажовані. Рідше виготовляють солодке та «варене» вино (італ. Vino cotto). Можуть вироблятися вина категорій DOCG, DOC, IGT. Вино має фруктовий аромат, на смак — легке, з вираженою кислотністю та тривалим післясмаком.

## Синоніми
Існує багато місцевих назв цього сорту: італ. Cacciadebiti, Caccione, Camplese, Campolese, Campolese scenciato, Empibotte, Pagadebiti, Pagadebito, Pagadebito gentile, Passerina bastarda, Passerino, Scacciadebiti, Scacciadebito та ін.